# 皮謝爾峰
45°29′30″N 06°47′54″E / 45.49167°N 6.79833°E
皮謝爾峰（法語：Dôme des Pichères），是法國的山峰，位於該國東北部奧文尼-隆-阿爾卑斯大區，由薩瓦省負責管轄，屬於瓦努瓦斯山的一部分，海拔高度3,319米。